# 実勝寺 (瀋陽市)
実勝寺（じっしょうじ、満洲語：yargiyan etehe juktehen）は、中華人民共和国遼寧省瀋陽市和平区北市場街道皇寺路206号にあるチベット仏教寺院。

## 歴史
実勝寺は清の崇徳元年（1636年）秋に建てられ、崇徳3年（1638年）8月初めに竣工した。実勝寺が完成した後、ホンタイジは内外の王、ベイレ、大臣、盛京に残った朝鮮の世子を率いて落成式に参加した。雍正4年（1726年）は寺院を修復する。
1952年より後、地元政府は寺院を修復する。1963年9月30日、遼寧省人民政府は実勝寺を遼寧省文物保護単位に認定した。

## 伽藍
山門、天王殿、大殿、鐘楼、鼓楼、配殿、瑪哈噶喇仏楼、経堂、僧房

## 文学
清代には、乾隆帝が此に遊び、『題実勝寺』を留めている：「天聡建年後、蒙古曰観来。是皆奉仏者、梵宇於是開。神道而設教、易語理最該。聖人豈外茲、所謀遠且恢。是寺名実勝、徴明徳勝回。上下同努力、成功資衆財。」